# クロフスカヤ駅
クロフスカヤ駅（ロシア語：Станция Куровская）は、ロシア連邦モスクワ州オレホヴォ＝ズエフスキー市街地クロフスコエにある、ロシア鉄道の駅。シベリア鉄道南ルート（カザン近郊鉄道）とモスクワ大環状線が交わる駅で、エレクトリーチカ（近郊列車）が停車する。モスクワ大環状線は当駅でスイッチバックの配線となる。このような構造上、モスクワ大環状線のエレクトリーチカは当駅で系統が分断される。

## 沿革
1899年にオレホヴォ＝ズエヴォ-イリンスキー・ポゴスト間（現在のモスクワ大環状線の一部）の開通と共に駅開業。当時は現在の駅より西に位置していた。1911年にモスクワからの放射鉄道線（現在のカザン近郊鉄道）が開通したときに、現在の場所に駅が移された。
2007年から2008年にかけて、駅が再建された。

## 駅構造
島式ホーム1面2線に単式ホーム1面が隣接する、合計2面3線を有する地上駅。駅舎は単式ホームに隣接する。両ホームは跨線橋にて連絡する。

## 駅周辺
- バスターミナル（Автовокзал）
- クロフスコエ・シティ・マーケット（Куровской Городской Рынок）
- ヤルチェ！（ロシア語版）（Ярче!） - スーパーマーケット

## 隣の駅
ロシア鉄道
シベリア鉄道南ルート（カザン近郊鉄道）
レックスエクスプレス
クジェリ駅 - クロフスカヤ駅 - 90km駅
エレクトリーチカ（各駅停車）
ポドシンキ駅 - クロフスカヤ駅 - モシュニノ駅
モスクワ大環状線
エレクトリーチカ（アレクサンドロフI方面）
ダフィドヴォ駅 - クロフスカヤ駅
エレクトリーチカ（クロフスカヤ方面）
クロフスカヤ駅 - ネルスカヤ駅